# Chamaesaura aenea
Chamaesaura aenea là một loài thằn lằn trong họ Cordylidae. Loài này được Fitzinger mô tả khoa học đầu tiên năm 1843.